# Galehorn
Galehorn är en bergstopp i Schweiz.   Den ligger i distriktet Visp och kantonen Valais, i den södra delen av landet, 90 km sydost om huvudstaden Bern. Toppen på Galehorn är 2 797 meter över havet, eller 173 meter över den omgivande terrängen. Bredden vid basen är 1,2 km.
Terrängen runt Galehorn är huvudsakligen mycket bergig. Närmaste större samhälle är Brig, 10,5 km norr om Galehorn. 
Trakten runt Galehorn består i huvudsak av gräsmarker. Trakten runt Galehorn är nära nog obefolkad, med mindre än två invånare per kvadratkilometer.